# Boy and the Eagle
Boy and the Eagle ist ein US-amerikanischer Kurzfilm von William R. Lasky aus dem Jahr 1949.

## Inhalt
Ein gelähmter Junge findet einen jungen verletzten Weißkopfseeadler. Er pflegt ihn gesund, zähmt ihn und lehrt ihn das Fliegen. Als eine Klapperschlange den Jungen angreift, kommt ihm der Adler zu Hilfe. Es entbrennt ein wilder Kampf zwischen den Tieren. In der Aufregung dieser kritischen Situation vergisst der Junge seine Krücken und kann plötzlich ohne sie gehen.

## Veröffentlichung
Uraufgeführt wurde die Produktion von RKO Pictures am 1. Juli 1949.

## Auszeichnung
1950 war der Film in der Kategorie „Bester Kurzfilm“ (zwei Filmrollen) für den Oscar nominiert.